# Myosotis azorica

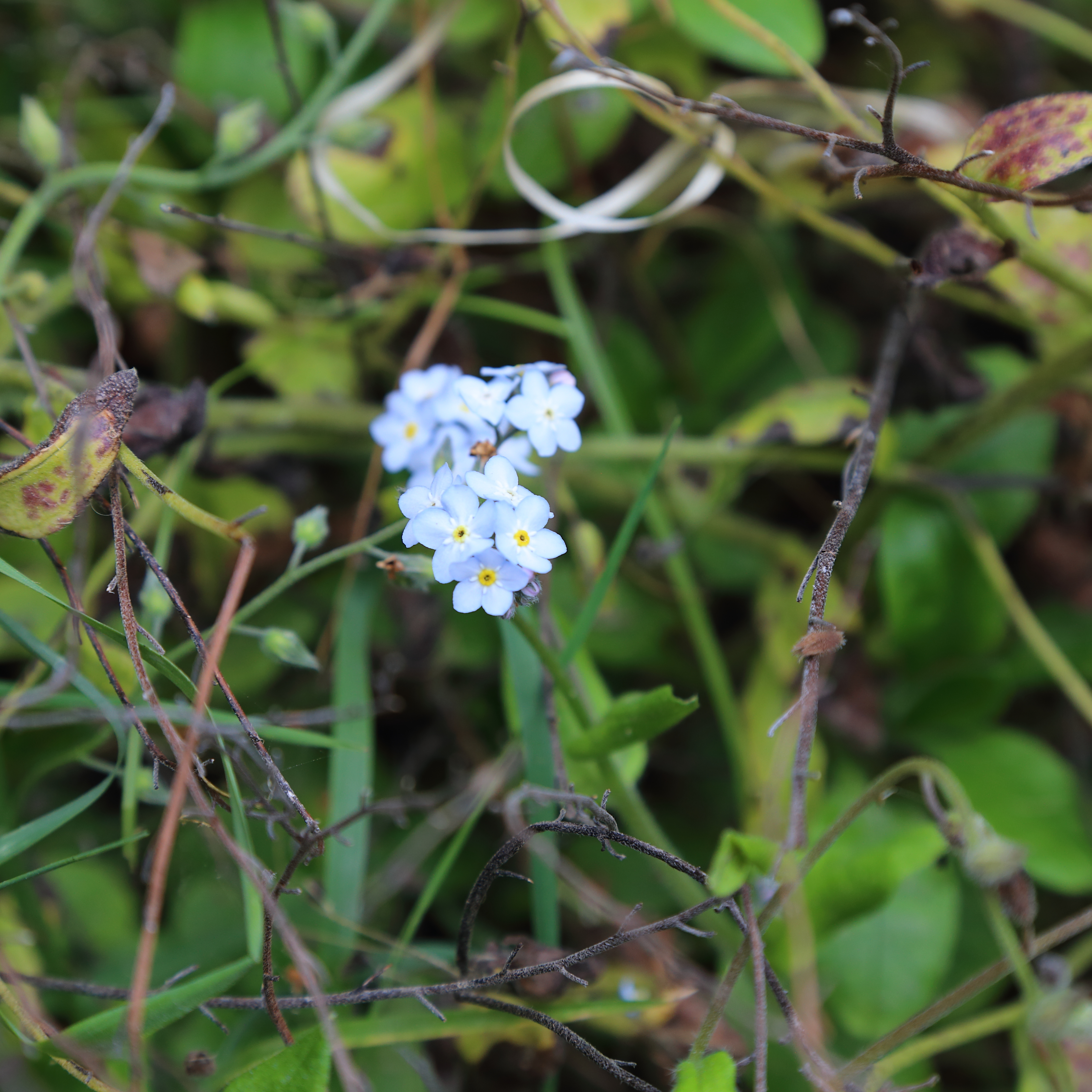

Myosotis azorica — вид трав'янистих рослин з родини шорстколисті (Boraginaceae), ендемік Азорських островів.

## Опис
Це багаторічна трав'яна рослина висотою до 30 см. Листки ланцетні, із численними м'якими гнучкими волосками. Квіти на спірально вигнутих стеблах, глибоко блакитно-фіолетові з жовтим центром.

## Поширення
Ендемік Азорських островів (о. Корву, Піку, Фаял, Флорес, Сан-Жорже, Терсейра).
Вид пов'язаний з природними вологими луками. Він трапляється у великих порушених районах.

## Загрози й охорона
Основні загрози: діяльність сільського та лісового господарства, модифікація структур внутрішніх водних шляхів, ерозія та катастрофи. Myosotis azorica наведено в Додатку II Директиви про середовища проживання й наведено в Додатку I до Конвенції про охорону європейської дикої природи та природних середовищ існування.